# Morass
Morass – węgierska grupa heavymetalowa, założona w 1990 roku w miejscowości Ózd. Dotychczas grupa nagrała jeden album, Földlakó ember, który spotkał się z ciepłym przyjęciem na Węgrzech.

## Skład zespołu
- Péter Szász – gitara, wokal
- Pál Berki – perkusja
- Csaba Horváth – gitara basowa
- Kálmán Oláh – perkusja[1]

## Dyskografia
- Földlakó ember (2004)[3]